# Strättligen
Strättligen (toponimo tedesco) è una frazione di 21 131 abitanti del comune svizzero di Thun, nel Canton Berna (regione dell'Oberland, circondario di Thun).

## Storia

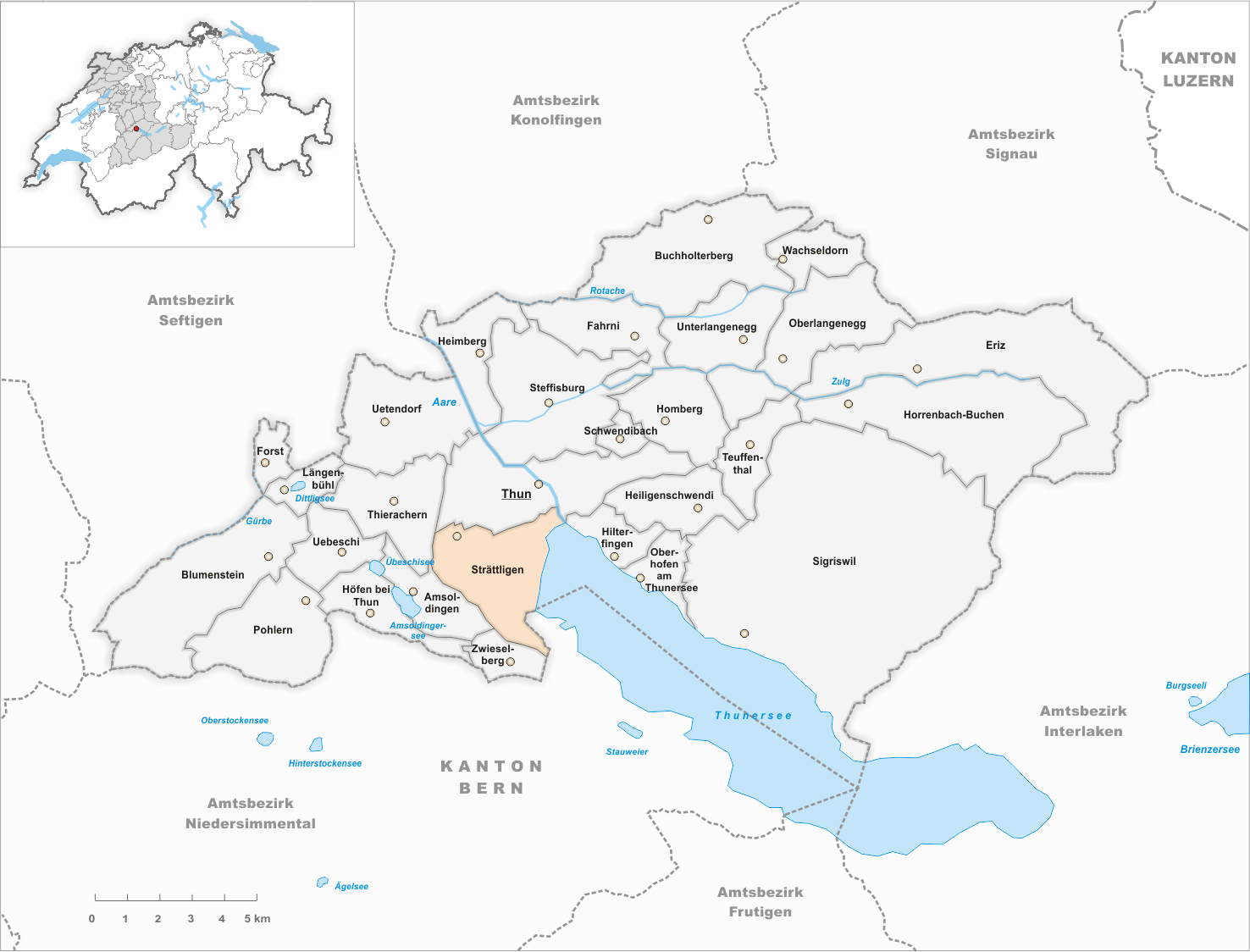
Il territorio del comune di Strättligen prima degli accorpamenti comunali del 1920

Già comune autonomo che apparteneva al distretto di Thun e che comprendeva anche le frazioni di Allmendingen, Buchholz, Gwatt, Scherzligen e Schoren, nel 1920 è stato accorpato a Thun.

## Monumenti e luoghi d'interesse

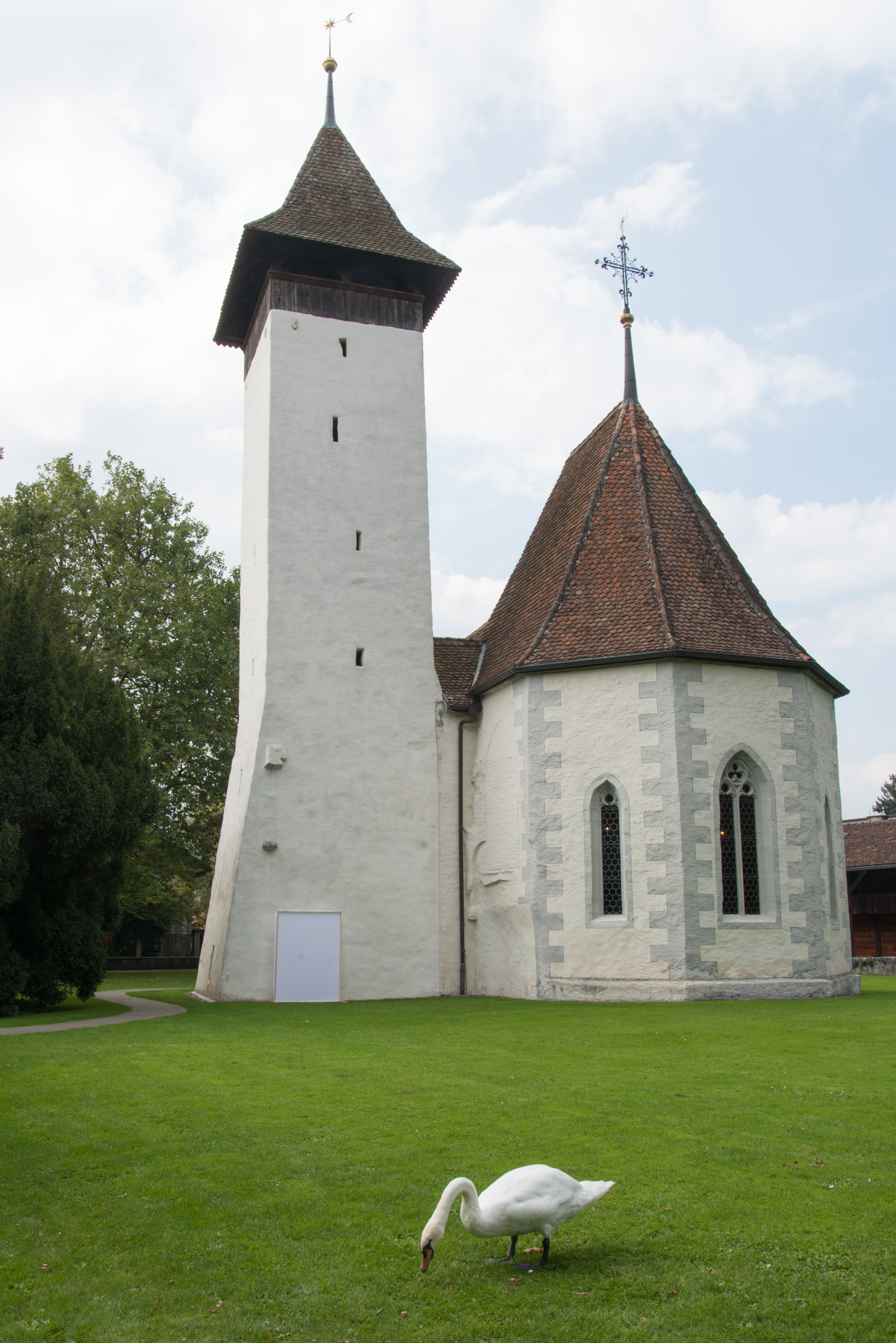
La chiesa riformata di Scherzligen

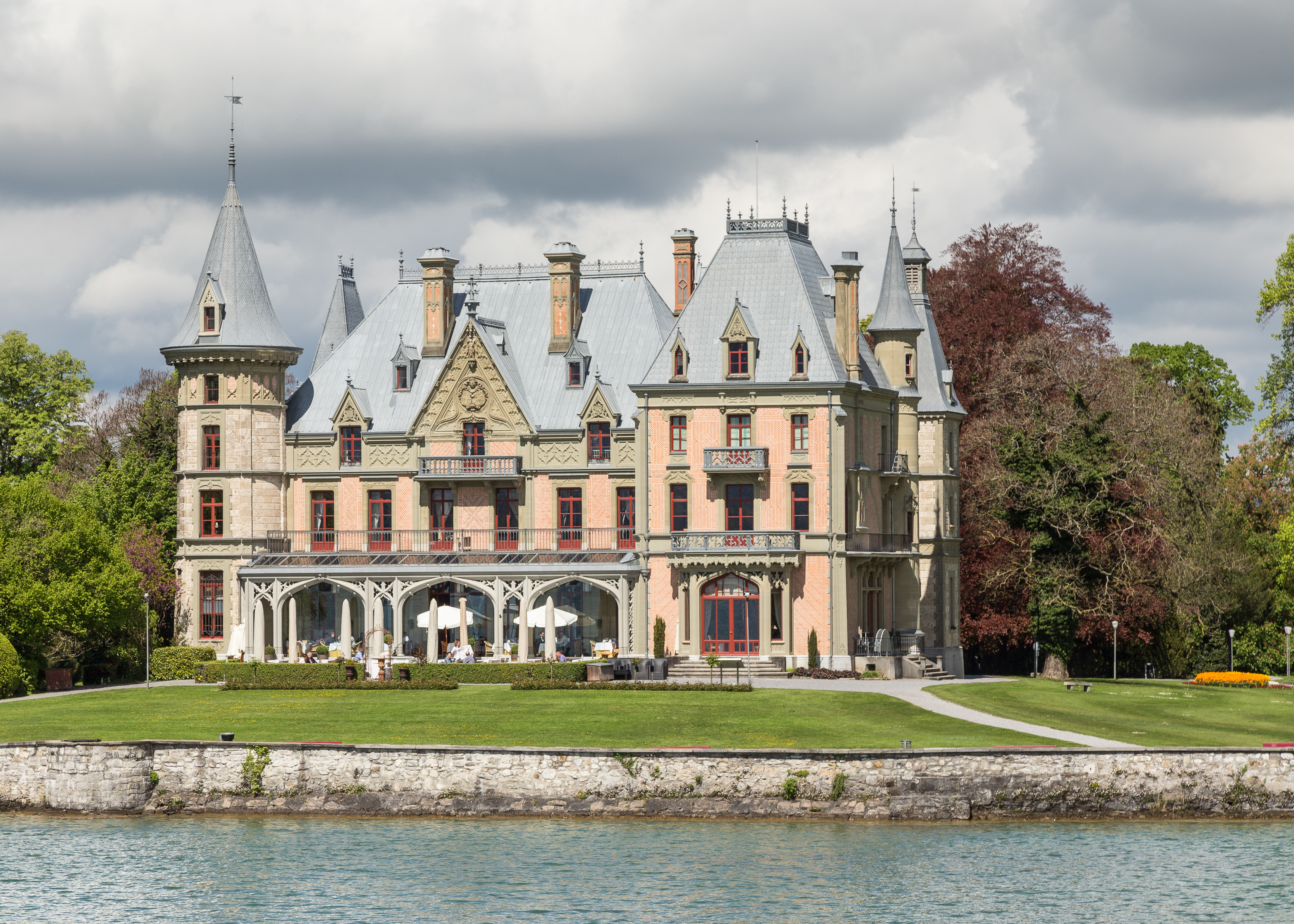
Il castello di Schadau

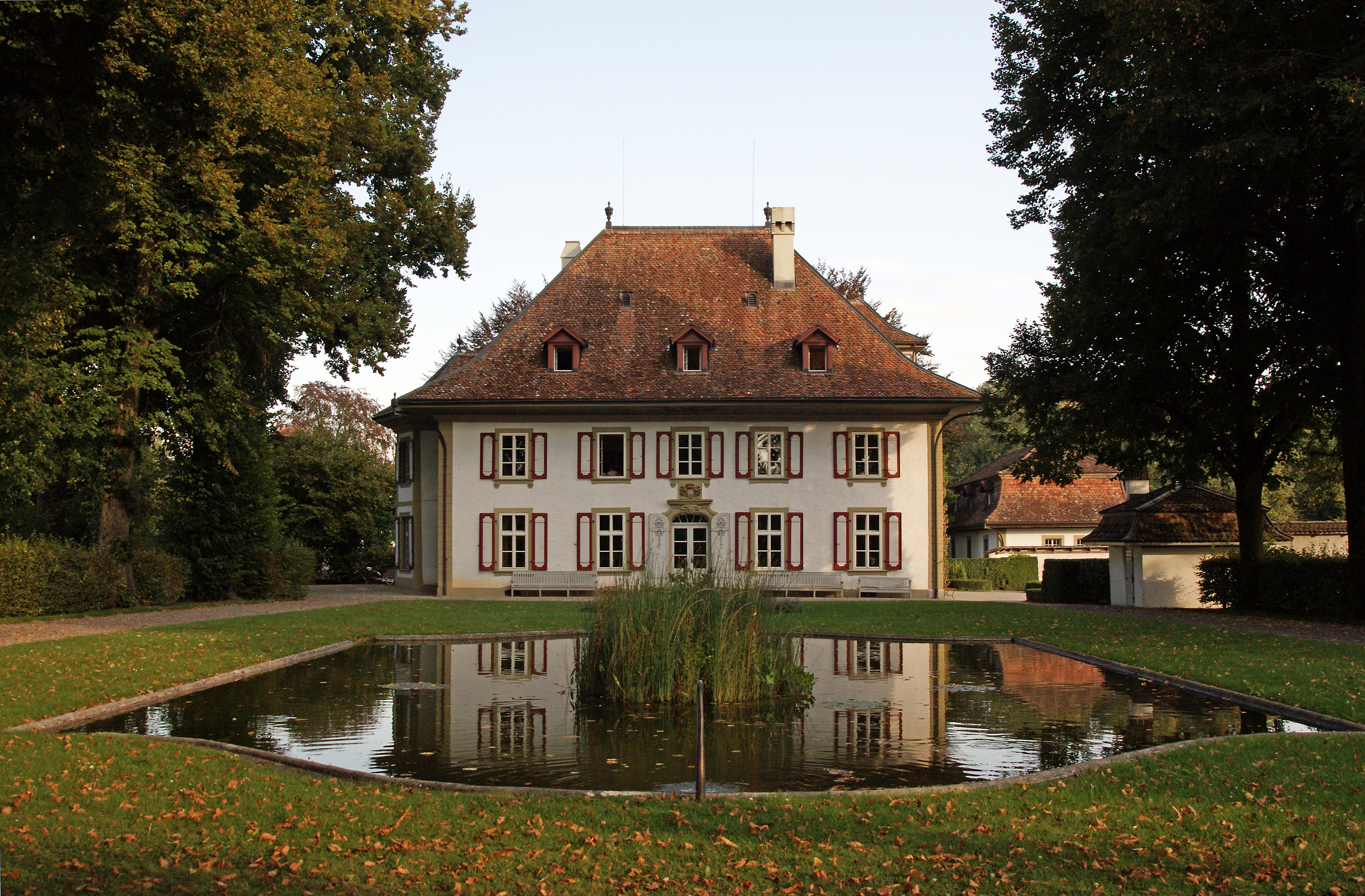
La tenuta Bellerive

- Chiesa riformata di Scherzligen (già di Santa Maria), attestata dall'VIII secolo[2];
- Castello di Strättligen, attestato dal XII secolo e ricostruito nel 1701[3];
- Castello di Schadau a Scherzligen, attestato dal XIV secolo e ricostruito nel 1849-1854[2].
- Tenuta Bellerive a Gwatt, eretta nel 1756[1].

## Società

### Evoluzione demografica
L'evoluzione demografica è riportata nella seguente tabella:
Abitanti censiti

## Amministrazione
Ogni famiglia originaria del luogo fa parte del comune patriziale che ha la responsabilità della manutenzione di ogni bene comune.